# Видава
Вида́ва — село в Україні, у Війтовецькій селищній територіальній громаді Хмельницького району Хмельницької області. Населення становить 396 осіб.

## Історія
7 (20) листопада 1917 року, відповідно до Третього Універсалу Української Центральної Ради, увійшло до складу Української Народної Республіки.
В листопаді 2016 парафія Свято-Володимирського храму УАПЦ перейшла до УПЦ КП.
Колишній орган місцевого самоврядування — Бронівська сільська рада.

## Голодомор у Видаві
За даними різних джерел в селі в 1932—1933 роках загинуло близько 15 чоловік. На сьогодні встановлено імена 7. Мартиролог укладений на підставі поіменних списків жертв Голодомору 1932—1933 років, складених Бокиївською сільською радою. Поіменні списки зберігаються в Державному архіві Хмельницької області.
- Атаманюк Володимир Петрович,вік невідомий, 1933 р., причина смерті від недоїдання
- Бортнік Євгена Степанівна, вік невідомий, 1933 р., причина смерті від недоїдання
- Кохан Іван Якович, вік невідомий, 1932 р., причина смерті від недоїдання
- Кохан Яків Андрійович, вік невідомий, 1932 р., причина смерті від недоїдання
- Мельник Оксана, вік невідомий, 1933 р., причина смерті від недоїдання
- Мельник Пилип, вік невідомий, 1933 р., причина смерті від недоїдання
- Осінський Дмитро Федорович, вік невідомий, 1932 р., причина смерті від недоїдання

## Відомі люди
В селі народився Атаман Адам Іванович — Герой Радянського Союзу.

## Галерея

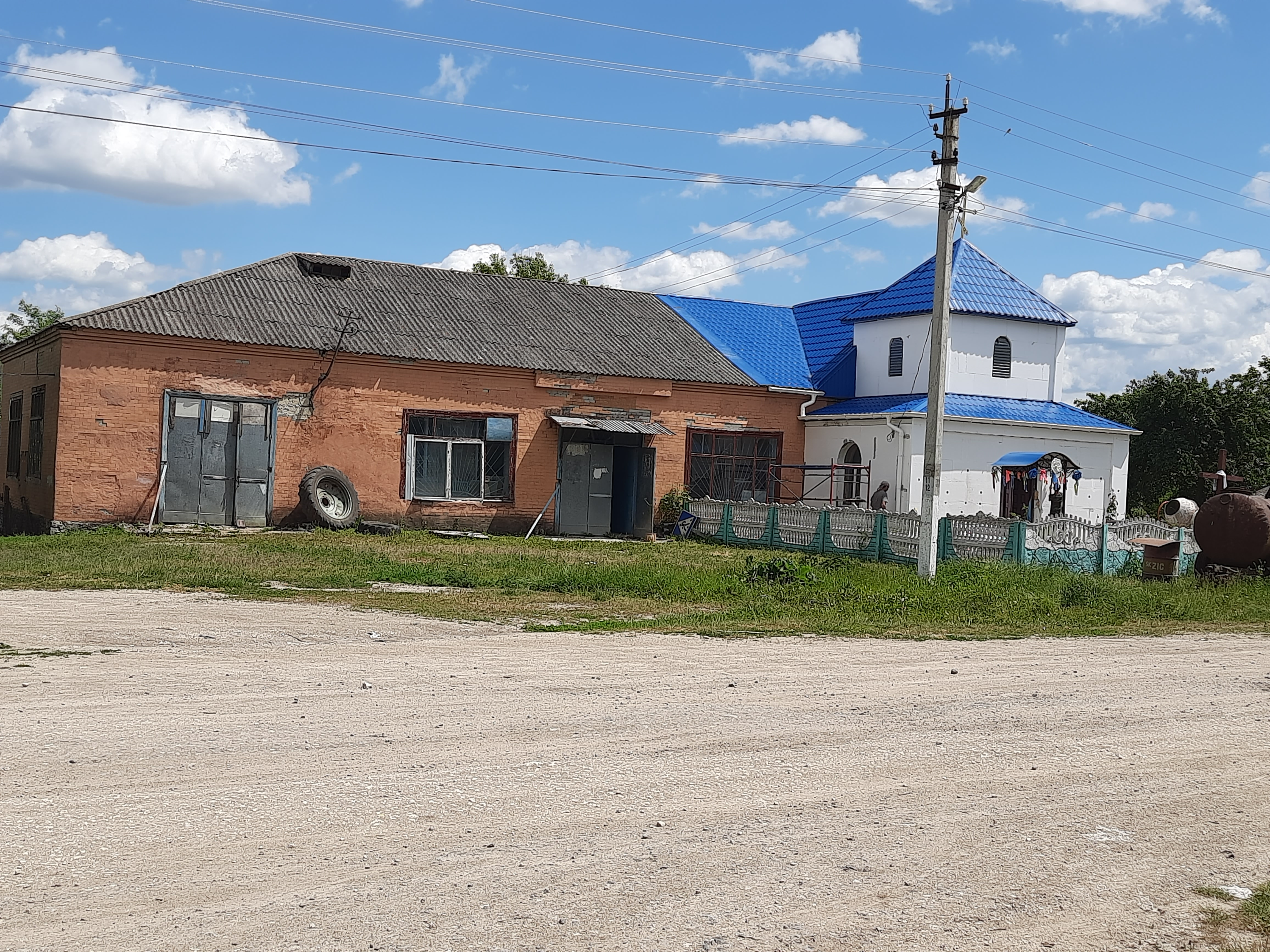
Крамниця і церква
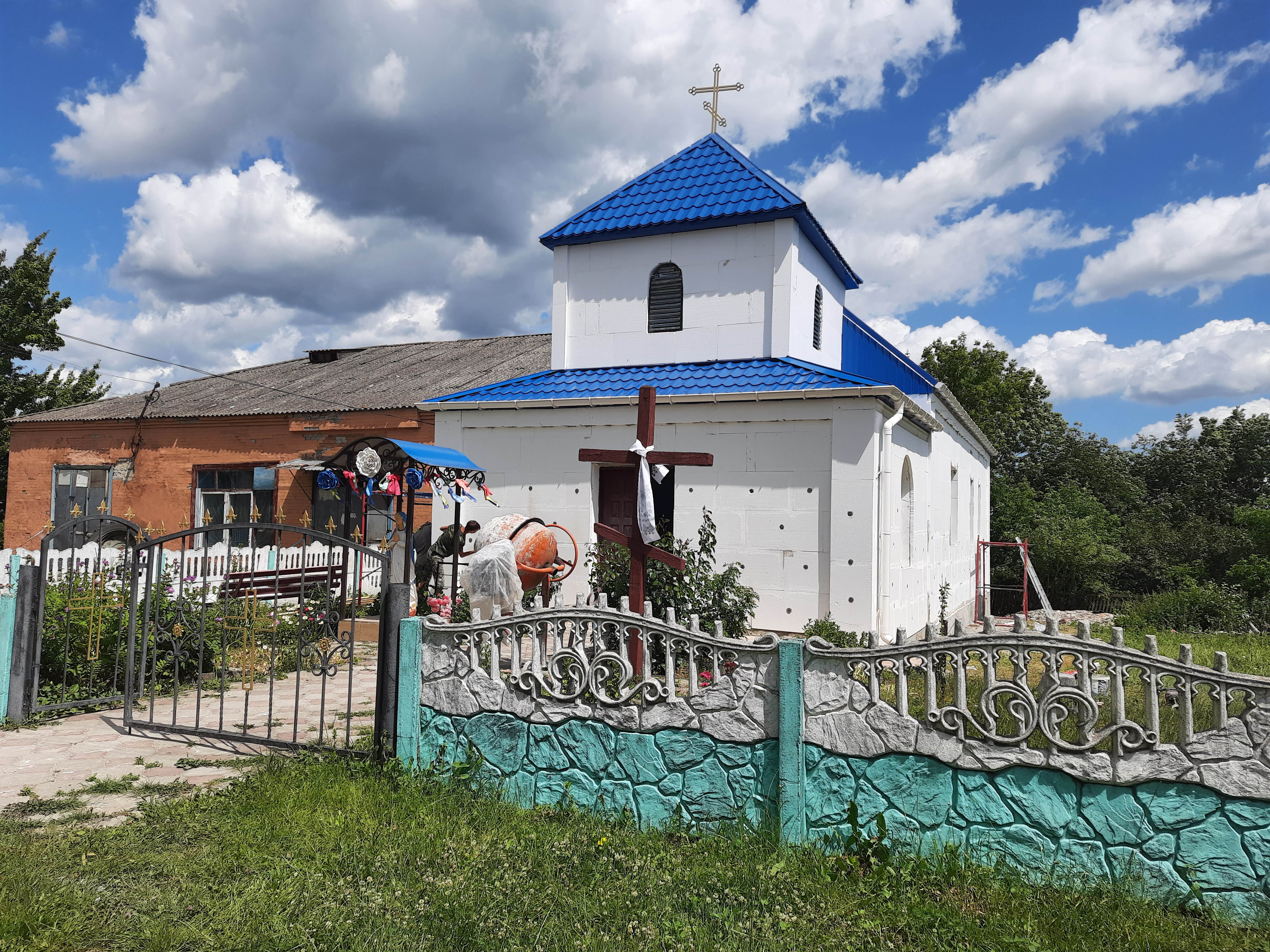
Сільська церква
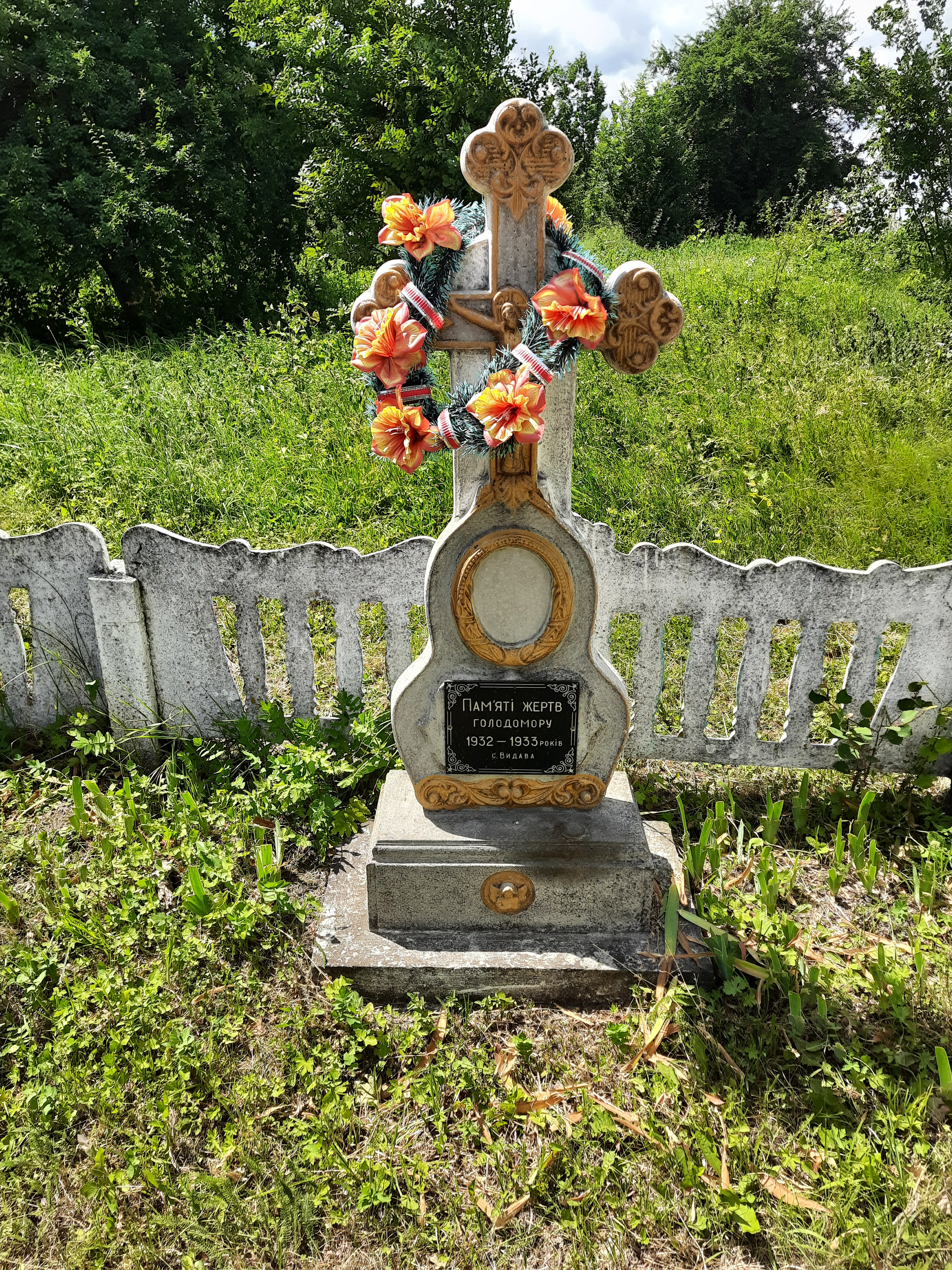
Пам'ятний знак жертвам голодомору.
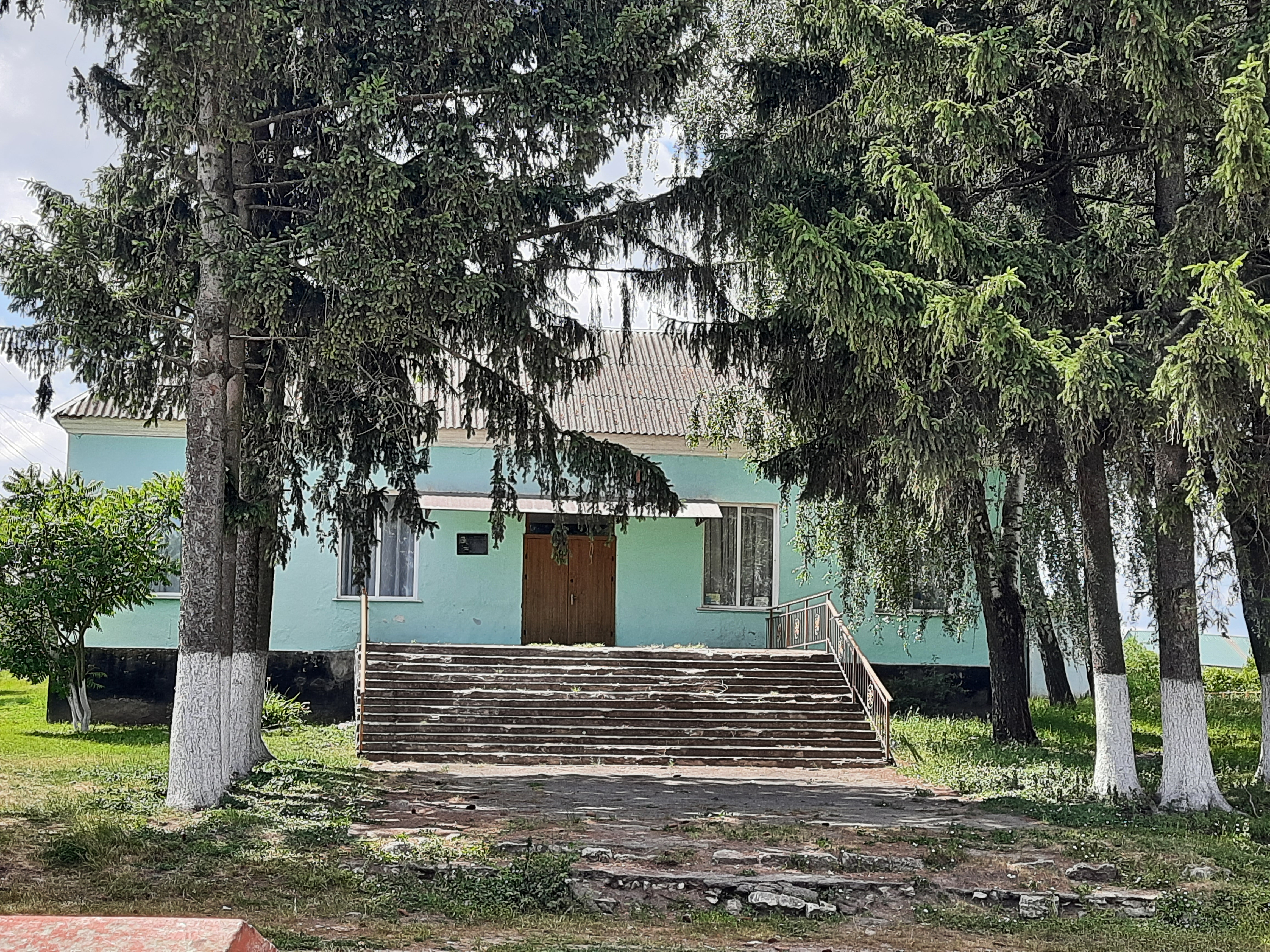
Старостат